# Geza L. Weiss
Geza L. Weiss, född 16 februari 1904 i Berlin, död 6 september 1944 i koncentrationsägret Auschwitz, var en tysk skådespelare. Weiss var till den nederländske filmregissören Frans Weisz.

## Filmografi (urval)
- 1926 – Kabaretprinsessan
- 1928 – Hans kungl. Höghet shinglar
- 1930 – Dolly gör karriär
- 1931 – Manégens skuggor
- 1931 – Två blå ögon och en tango